# Giro d'Italia 1975
58. ročník cyklistického závodu Giro d'Italia se konal mezi 17. květnem a 7. červnem 1975. Závod dlouhý 3963 km vyhrál Ital Fausto Bertoglio z týmu Jolly Ceramica. Na druhém a třetím místě se umístili Španěl Francisco Galdós (KAS) a Ital Felice Gimondi (Bianchi–Campagnolo).
Vítězem bodovací soutěže se stal Roger De Vlaeminck, jenž obhájil vítězství z předchozího ročníku. Vítězi vrchařské soutěže se stali 2 závodníci, a to týmoví kolegové ze sestavy KAS Andrés Oliva a Francisco Galdós. Tým Brooklyn vyhrál bodovací soutěž týmů.

## Týmy
Na Giro d'Italia 1975 bylo pozváno celkem 9 týmů. Každý tým přijel s 19 jezdci, celkem tedy odstartovalo 90 jezdců. Do cíle v průsmyku Stelvio dojelo 70 jezdců. Na start měl původně nastoupit i tým Molteni s obhájcem vítězství Eddym Merckxem, ten však onemocněl na závodě Tour de Romandie a celý tým ještě před startem odstoupil ze závodu.
Týmy, které se zúčastnily závodu, byly:
- Bianchi–Campagnolo
- Brooklyn
- Vibor
- Bassi Frisol
- Jolly Ceramica
- KAS
- Magniflex
- Scic
- Zonca

## Trasa a etapy
Trasa závodu byla odhalena 10. dubna 1975. Trasa zahrnovala 2 půlené etapy a 2 individuální časovky. Organizátoři se také rozhodli zahrnout 1 den volna.
| Etapa | Datum         | Trasa                              | Vzdálenost    | Typ           | Typ                  | Vítěz                         |               |
| ----- | ------------- | ---------------------------------- | ------------- | ------------- | -------------------- | ----------------------------- | ------------- |
| 1     | 17. května    | Milan - Fiorano Modenese           | 177 km        |               | Rovinatá etapa       | Knut Knudsen (NOR)            |               |
| 2     | 18. května    | Modena - Ancona                    | 249 km        |               | Rovinatá etapa       | Patrick Sercu (BEL)           |               |
| 3     | 19. května    | Ancona - Prati di Tivo             | 175 km        |               | Horská etapa         | Giovanni Battaglin (ITA)      |               |
| 4     | 20. května    | Teramo - Campobasso                | 258 km        |               | Horská etapa         | Roger De Vlaeminck (BEL)      |               |
| 5     | 21. května    | Campobasso - Bari                  | 224 km        |               | Rovinatá etapa       | Rik Van Linden (BEL)          |               |
| 6     | 22. května    | Bari - Castrovillari               | 213 km        |               | Rovinatá etapa       | Roger De Vlaeminck (BEL)      |               |
| 7a    | 23. května    | Castrovillari - Padula             | 123 km        |               | Horská etapa         | Domingo Perurena (ESP)        |               |
| 7b    | 23. května    | Padula - Potenza                   | 80 km         |               | Horská etapa         | Roger De Vlaeminck (BEL)      |               |
| 8     | 24. května    | Potenza - Sorrento                 | 220 km        |               | Horská etapa         | Marcello Osler (ITA)          |               |
| 9     | 25. května    | Sorrento - Frosinone               | 222 km        |               | Rovinatá etapa       | Enrico Paolini (ITA)          |               |
| 10    | 26. května    | Frosinone - Tivoli                 | 176 km        |               | Rovinatá etapa       | Roger De Vlaeminck (BEL)      |               |
| 11    | 27. května    | Řím - Orvieto                      | 158 km        |               | Rovinatá etapa       | Roger De Vlaeminck (BEL)      |               |
| 12    | 28. května    | Chianciano Terme - Forte dei Marmi | 232 km        |               | Rovinatá etapa       | Patrick Sercu (BEL)           |               |
| 13    | 29. května    | Forte dei Marmi - Forte dei Marmi  | 38 km         |               | Individuální časovka | Giovanni Battaglin (ITA)      |               |
|       | 30. května    | Den odpočinku                      | Den odpočinku | Den odpočinku | Den odpočinku        | Den odpočinku                 | Den odpočinku |
| 14    | 31. května    | Il Ciocco - Il Ciocco              | 13 km         |               | Individuální časovka | Fausto Bertoglio (ITA)        |               |
| 15    | 1. června     | Il Ciocco - Arenzano               | 203 km        |               | Horská etapa         | Franco Bitossi (ITA)          |               |
| 16    | 2. června     | Arenzano - Orta San Giulio         | 193 km        |               | Rovinatá etapa       | Fabrizio Fabbri (ITA)         |               |
| 17a   | 3. června     | Omegna - Pontoglio                 | 167 km        |               | Rovinatá etapa       | Patrick Sercu (BEL)           |               |
| 17b   | 3. června     | Pontoglio - Monte Maddalena        | 46 km         |               | Horská etapa         | Wladimiro Panizza (ITA)       |               |
| 18    | 4. června     | Brescia - Baselga di Piné          | 223 km        |               | Horská etapa         | Roger De Vlaeminck (BEL)      |               |
| 19    | 5. června     | Baselga di Piné - Pordenone        | 175 km        |               | Rovinatá etapa       | Martín Emilio Rodríguez (COL) |               |
| 20    | 6. června     | Pordenone - Alleghe                | 197 km        |               | Horská etapa         | Roger De Vlaeminck (BEL)      |               |
| 21    | 7. června     | Alleghe - Stelvio                  | 186 km        |               | Horská etapa         | Francisco Galdós (ESP)        |               |
|       | Celková délka | Celková délka                      | 3963 km       | 3963 km       | 3963 km              | 3963 km                       | 3963 km       |

## Průběžné pořadí

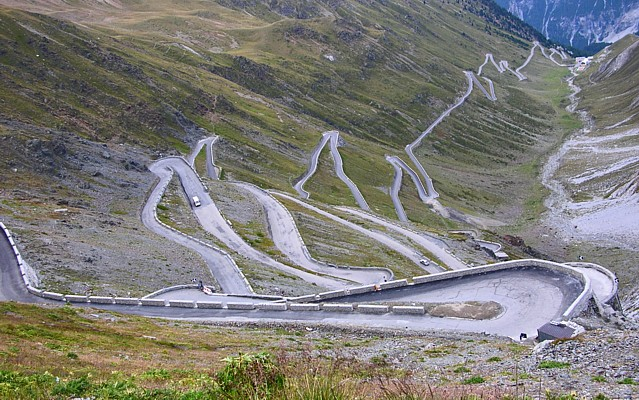
Průsmyk Stelvio byl Cima Coppi, nejvyšší bod trasy Gira d'Italia 1975.

Na Giru d'Italia byly 3 hlavní soutěže společně s týmovou soutěží. Celkové pořadí bylo kalkulována sčítáním časů dojezdů v etapách jednotlivých jezdců. Jezdec s nejnižším výsledným časem je vítězem této soutěže a je považován za celkového vítěze závodu. Vedoucí jezdec této soutěže nosil růžový dres.
Body do bodovací soutěže bylo možné získat za dojezd mezi prvními v etapě, s více body za lepší umístění. Lídr této soutěže nosil fialový dres. Vrchařská soutěž byla třetí důležitou soutěží a její lídr nosil zelený trikot. V této klasifikaci byly body udíleny za dosažení vrcholu před ostatními jezdci. Každé hodnocené stoupání bylo klasifikováno jako první, druhé nebo třetí kategorie, s více dostupnými body na prémiích vyšší kategorie. Na Cimě Coppi, nejvyšším bodu trasy, bylo možné získat více bodů, než na ostatních prémiích první kategorie. Cima Coppi tohoto ročníku Gira byl průsmyk Stelvio. První jezdec, který dosáhl vrcholu Stelvia, byl Španěl Francisco Galdós.
Lídři soutěže týmů nenosili žádný speciální trikot. Tato soutěž byla kalkulována sčítáním všech bodů, které získali jezdci jednotlivých týmů na sprinterských prémiích, vrchařských prémiích nebo za dojezdy v etapách. Vedoucí tým byl ten s nejvyšším počtem bodů.
Existovaly zde další vedlejší soutěže, například soutěž Campionato delle Regioni. Tato soutěž byla náhradou za soutěž "traguardi tricolore", která probíhala v předchozích ročnících. Lídr této soutěže nosil modrý dres s vertikálními barevnými pruhy v barvách italské vlajky.("maglia azzurra con banda tricolore verticale").
| Etapa          | Vítěz                   | Celkové pořadí ·   | Bodovací soutěž ·                    | Vrchařská soutěž ·              | Soutěž týmů    |
| -------------- | ----------------------- | ------------------ | ------------------------------------ | ------------------------------- | -------------- |
| 1              | Knut Knudsen            | Knut Knudsen       | Knut Knudsen                         | neuděleno                       | neuděleno      |
| 2              | Patrick Sercu           | Knut Knudsen       | Rik Van Linden                       | neuděleno                       | Jolly Ceramica |
| 3              | Giovanni Battaglin      | Giovanni Battaglin | Rik Van Linden                       | Giovanni Battaglin              | Jolly Ceramica |
| 4              | Roger De Vlaeminck      | Francisco Galdós   | Roger De Vlaeminck a Pierino Gavazzi | Andrés Oliva                    | Brooklyn       |
| 5              | Rik Van Linden          | Francisco Galdós   | Rik Van Linden                       | Andrés Oliva                    | Brooklyn       |
| 6              | Roger De Vlaeminck      | Francisco Galdós   | Roger De Vlaeminck                   | Andrés Oliva                    | Brooklyn       |
| 7a             | Domingo Perurena        | Francisco Galdós   | Roger De Vlaeminck                   | Andrés Oliva                    | Brooklyn       |
| 7b             | Roger De Vlaeminck      | Francisco Galdós   | Roger De Vlaeminck                   | Andrés Oliva                    | Brooklyn       |
| 8              | Marcello Osler          | Francisco Galdós   | Roger De Vlaeminck                   | Andrés Oliva                    | Brooklyn       |
| 9              | Enrico Paolini          | Francisco Galdós   | Roger De Vlaeminck                   | Andrés Oliva                    | Brooklyn       |
| 10             | Roger De Vlaeminck      | Francisco Galdós   | Roger De Vlaeminck                   | Andrés Oliva                    | Brooklyn       |
| 11             | Roger De Vlaeminck      | Francisco Galdós   | Roger De Vlaeminck                   | Andrés Oliva                    | Brooklyn       |
| 12             | Patrick Sercu           | Francisco Galdós   | Roger De Vlaeminck                   | Andrés Oliva                    | Brooklyn       |
| 13             | Giovanni Battaglin      | Giovanni Battaglin | Roger De Vlaeminck                   | Andrés Oliva                    | Brooklyn       |
| 14             | Fausto Bertoglio        | Fausto Bertoglio   | Roger De Vlaeminck                   | Fausto Bertoglio a Andrés Oliva | Brooklyn       |
| 15             | Franco Bitossi          | Fausto Bertoglio   | Roger De Vlaeminck                   | Andrés Oliva                    | Brooklyn       |
| 16             | Fabrizio Fabbri         | Fausto Bertoglio   | Roger De Vlaeminck                   | Andrés Oliva                    | Brooklyn       |
| 17a            | Patrick Sercu           | Fausto Bertoglio   | Roger De Vlaeminck                   | Andrés Oliva                    | Brooklyn       |
| 17b            | Wladimiro Panizza       | Fausto Bertoglio   | Roger De Vlaeminck                   | Fausto Bertoglio                | Brooklyn       |
| 18             | Roger De Vlaeminck      | Fausto Bertoglio   | Roger De Vlaeminck                   | Fausto Bertoglio a Andrés Oliva | Brooklyn       |
| 19             | Martín Emilio Rodríguez | Fausto Bertoglio   | Roger De Vlaeminck                   | Fausto Bertoglio a Andrés Oliva | Brooklyn       |
| 20             | Roger De Vlaeminck      | Fausto Bertoglio   | Roger De Vlaeminck                   | Andrés Oliva                    | Brooklyn       |
| 21             | Francisco Galdós        | Fausto Bertoglio   | Roger De Vlaeminck                   | Francisco Galdós a Andrés Oliva | Brooklyn       |
| Konečné pořadí | Konečné pořadí          | Fausto Bertoglio   | Roger De Vlaeminck                   | Francisco Galdós a Andrés Oliva | Brooklyn       |

## Konečné pořadí
| Legenda | Legenda                           | Legenda | Legenda                            |
| ------- | --------------------------------- | ------- | ---------------------------------- |
|         | Označuje vítěze celkového pořadí. |         | Označuje vítěze vrchařské soutěže. |
|         | Označuje vítěze bodovací soutěže. |         |                                    |

### Konečné pořadí
| Pořadí | Jezdec                         | Tým                | Čas          |
| ------ | ------------------------------ | ------------------ | ------------ |
| 1      | Fausto Bertoglio (ITA)         | Jolly Ceramica     | 111h 31' 24" |
| 2      | Francisco Galdós (ESP)         | KAS                | + 41"        |
| 3      | Felice Gimondi (ITA)           | Bianchi–Campagnolo | + 6' 18"     |
| 4      | Roger De Vlaeminck (BEL)       | Brooklyn           | + 7' 39"     |
| 5      | Giuseppe Perletto (ITA)        | Magniflex          | + 8' 00"     |
| 6      | Wladimiro Panizza (ITA)        | Brooklyn           | + 8' 13"     |
| 7      | Walter Riccomi (ITA)           | Scic               | + 10' 32"    |
| 8      | Costantino Conti (ITA)         | Furzi              | + 13' 40"    |
| 9      | Miguel María Lasa (ESP)        | KAS                | + 14' 48"    |
| 10     | Gianbattista Baronchelli (ITA) | Scic               | + 14' 48"    |

### Bodovací soutěž
| Pořadí | Jezdec                   | Tým                | Body |
| ------ | ------------------------ | ------------------ | ---- |
| 1      | Roger De Vlaeminck (BEL) | Brooklyn           | 346  |
| 2      | Fausto Bertoglio (ITA)   | Jolly Ceramica     | 159  |
| 3      | Felice Gimondi (ITA)     | Bianchi–Campagnolo | 154  |
| 4      | Patrick Sercu (BEL)      | Brooklyn           | 148  |
| 5      | Luciano Borgognoni (ITA) | Zonca              | 123  |

### Vrchařská soutěž
| Pořadí | Jezdec                      | Tým                | Body |
| ------ | --------------------------- | ------------------ | ---- |
| 1      | Francisco Galdós (ESP)      | KAS                | 300  |
| 1      | Andrés Oliva (ESP)          | KAS                | 300  |
| 3      | Fausto Bertoglio (ITA)      | Jolly Ceramica     | 240  |
| 4      | Giancarlo Polidori (ITA)    | Furzi              | 150  |
| 5      | Roger De Vlaeminck (BEL)    | Brooklyn           | 130  |
| 6      | Giuseppe Perletto (ITA)     | Magniflex          | 120  |
| 7      | Marcello Osler (ITA)        | Brooklyn           | 110  |
| 7      | Giacinto Santambrogio (ITA) | Bianchi–Campagnolo | 110  |
| 7      | Wladimiro Panizza (ITA)     | Brooklyn           | 110  |
| 10     | Giovanni Battaglin (ITA)    | Jolly Ceramica     | 80   |

### Soutěž Campionato delle Regioni
| Pořadí | Jezdec                      | Tým                | Body |
| ------ | --------------------------- | ------------------ | ---- |
| 1      | Marcello Osler (ITA)        | Brooklyn           | 43   |
| 2      | Giacinto Santambrogio (ITA) | Bianchi–Campagnolo | 31   |
| 3      | Adriano Pella (ITA)         | Zonca              | 25   |
| 4      | Giancarlo Polidori (ITA)    | Furzi              | 23   |
| 5      | Patrick Sercu (BEL)         | Brooklyn           | 10   |

### Kombinovaná soutěž
| Pořadí | Jezdec                      | Tým                | Body |
| ------ | --------------------------- | ------------------ | ---- |
| 1      | Roger De Vlaeminck (BEL)    | Brooklyn           | ?    |
| 2      | Fabrizio Fabbri (ITA)       | Bianchi–Campagnolo | ?    |
| 3      | Giacinto Santambrogio (ITA) | Bianchi–Campagnolo | ?    |
| 4      | Marcello Osler (ITA)        | Brooklyn           | ?    |
| 5      | Andrés Oliva (ESP)          | KAS                | ?    |

### Bodovací soutěž týmů
| Pořadí | Tým                | Body  |
| ------ | ------------------ | ----- |
| 1      | Brooklyn           | 11270 |
| 2      | Jolly Ceramica     | 6720  |
| 3      | KAS                | 6200  |
| 4      | Bianchi-Campagnolo | 5895  |
| 5      | Scic               | 3485  |